# グラウンドカバー

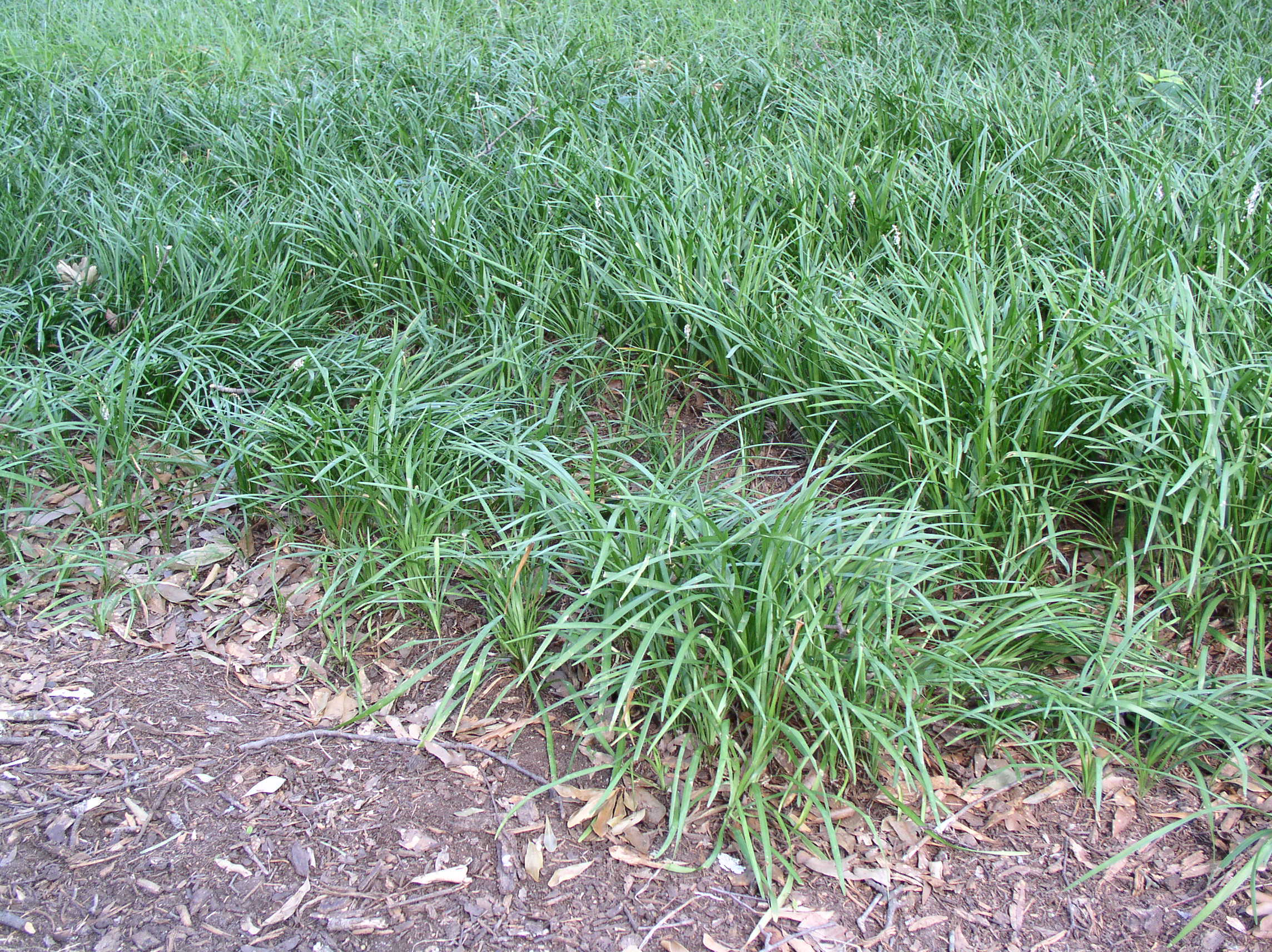
リュウノヒゲ

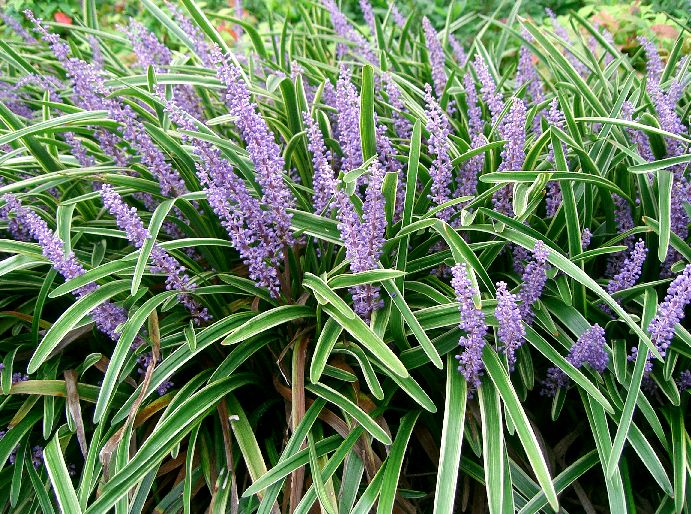
ヤブラン

グラウンドカバーとは、造園において、地表を覆うために植栽する植物をさす。主に、匍匐性のものが使用される。芝生もグラウンドカバーの典型であるが、通常の意味では含めないことが多い。

## グラウンドカバーの目的
- 装飾、地表を隠す。
- 雑草の繁茂の予防。
- 庭石などの根占め。
- 降雨による泥跳ね、土壌流出の抑制。

## グラウンドカバーに使用される植物の例
- シバ
- リュウノヒゲ
- アリッサム
- ガザニア
- ヤブラン
- アジュガ
- ツルニチニチソウ
- ヒメツルソバ
- ツルナ